# Дума (Сирия)
Ду́ма (араб. دوما‎) — город в Сирии, в мухафазе Дамаск. Административный центр округа Дума. Население по данным на 2004 года составляло 110 893 человека.

## География
Расположен примерно в 10 км к северо-востоку от Дамаска, на высоте 660 метров над уровнем моря.

## История
Источники упоминают существование города с арамейских времён.
В ходе Гражданской войны в Сирии 7 апреля 2018 года в окрестностях города, возможно, имело место применение химического оружия.

## Экономика
Дума — агропромышленный город. В городе есть целый ряд небольших промышленных предприятий, развиты ремёсла.
В окрестностях выращивают фруктовые деревья, особенно славится местный виноград.

## Достопримечательности
В Думе имеется более 80 мечетей, многие из которых являются историческими памятниками.